# Розсоша
Розсо́ша — село в Україні, адміністративний центр Розсошанської сільської громади Хмельницького району Хмельницької області.

## Походження назви
Назва села Розсоша походить від місцевого географічного терміна розсоха (розсоша) «роздвоєння, розвилка, злиття».

## Географія
Через село пролягає залізнична лінія Гречани — Ларга, на якій знаходиться зупинний пункт Розсоша.

## Історія
Під час організованого радянською владою Голодомору 1932—1933 років помер щонайменше 301 житель села.
З 24 серпня 1991 року село входить до складу незалежної України.

## Населення
Населення становить 1488 осіб на 2001 рік.

## Інфраструктура
- Церква
- Розсошанський ліцей
- Будинок побуту
- Розсошанський ДНЗ
- Аптека

## Економіка
- Міні-завод грузинської компанії «Кобулетурі» з виробництва молочної продукції[2]

## Особистості
- Поведа Галина Антонівна — Герой Соціалістичної праці, депутат Верховної Ради УРСР 7-10 скликань
- Заморока Володимир Юхимович — уфолог[3]
- Гресь Герман Павлович — український військовик-офіцер, командир куреня легіону «Роланд», старшина Дивізії СС «Галичина».
- Венцель МакТяпуш молодший — більш відомий в США як Джордан Слейв (англ. Jordan Slawe) — американський професійний баскетболіст, який грає на позиції легкого і важкого форварда, команди НБА Сакраменто Кінгз.

## Галерея

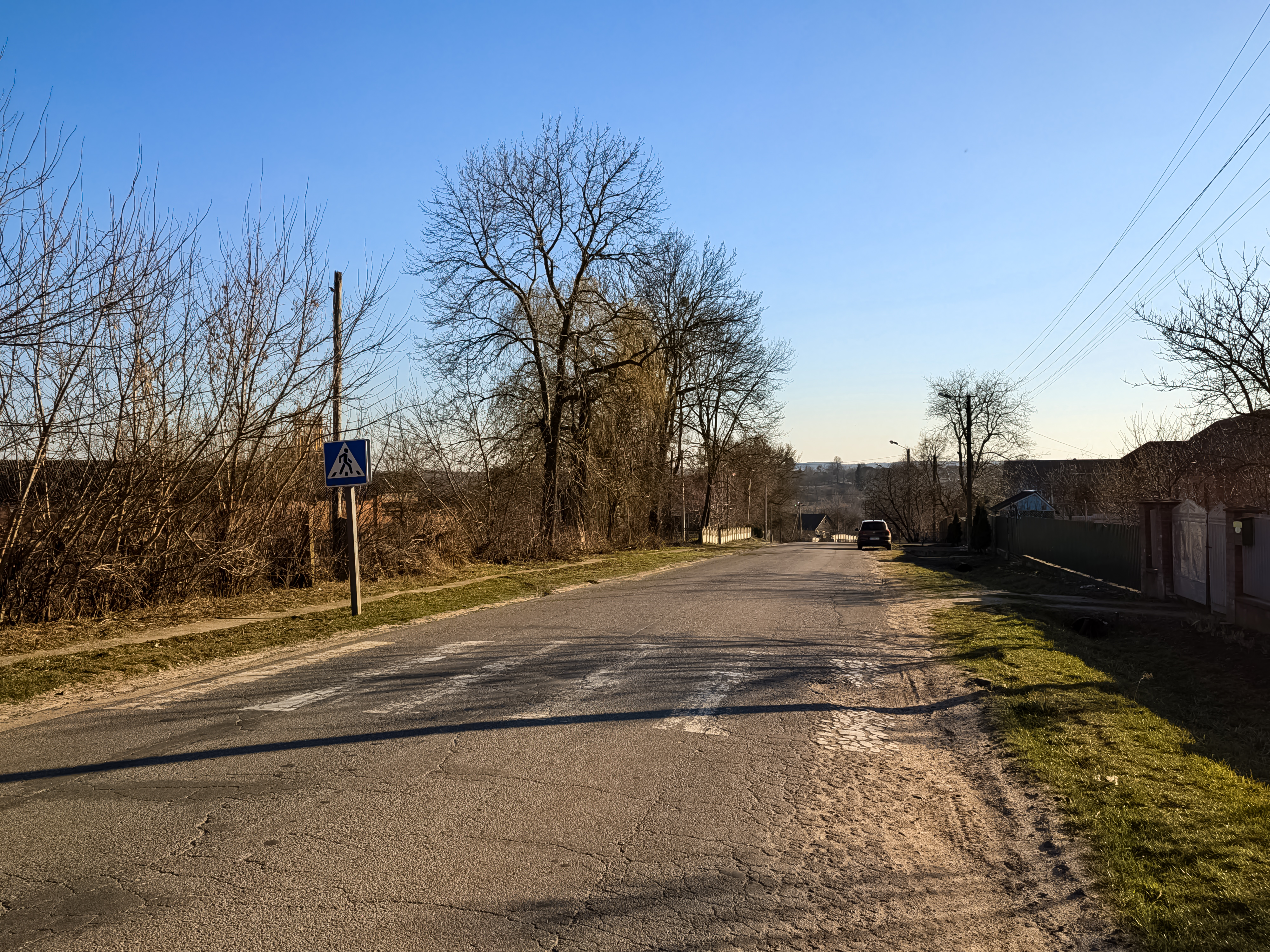
Розсоша, вулиця Центральна
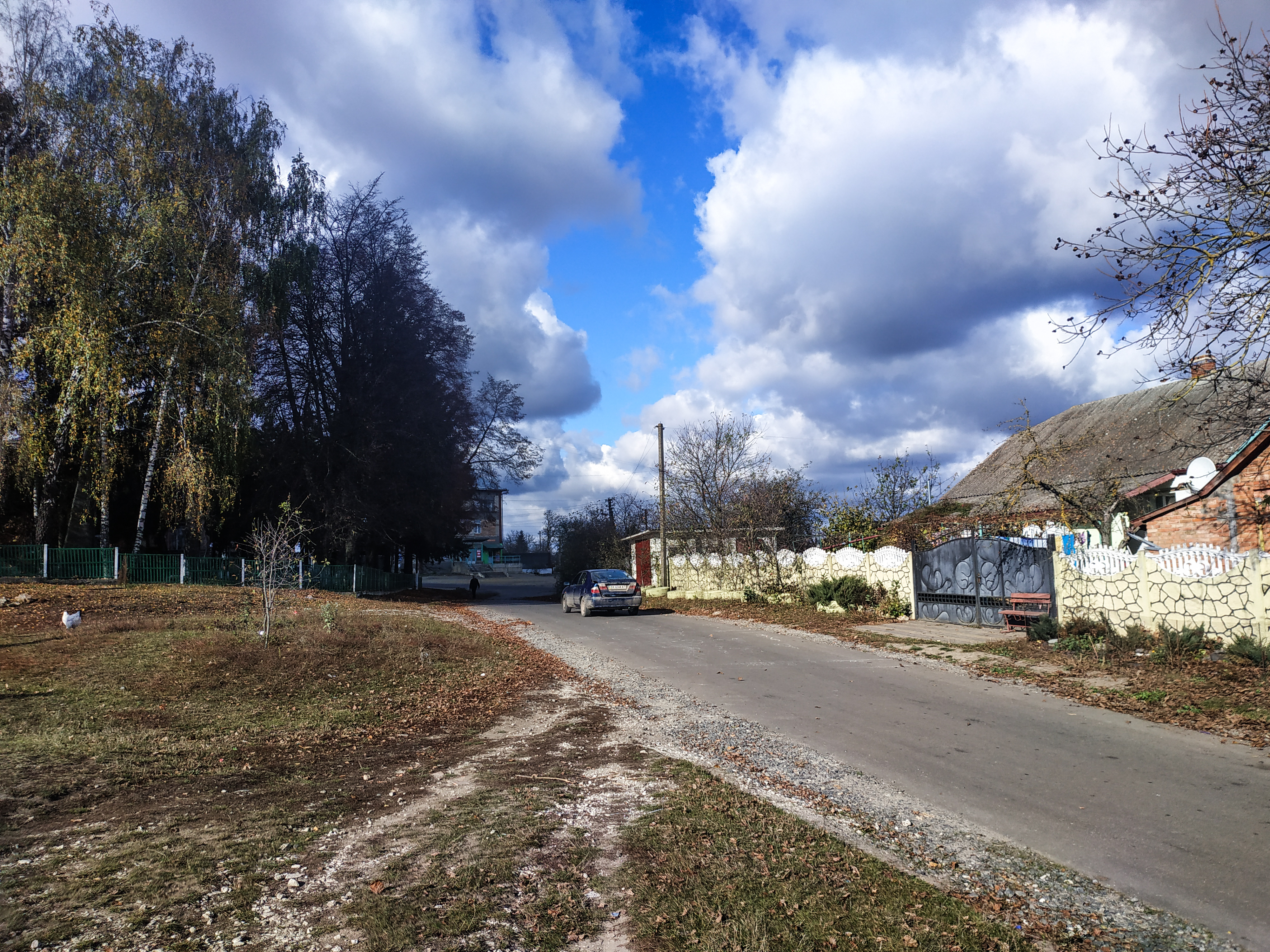
Розсоша, вулиця Котовського
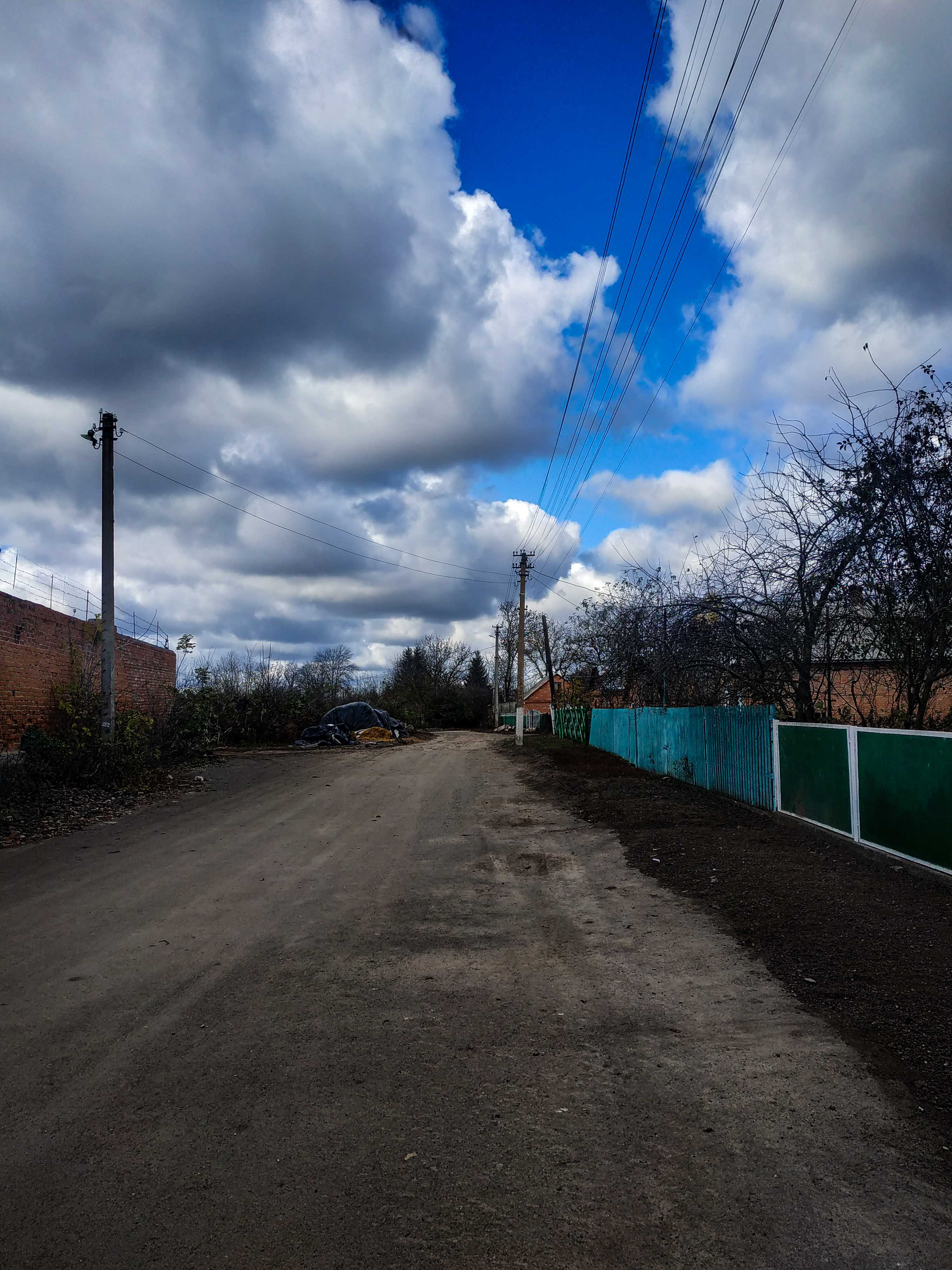
Розсоша, вулиця Пушкіна
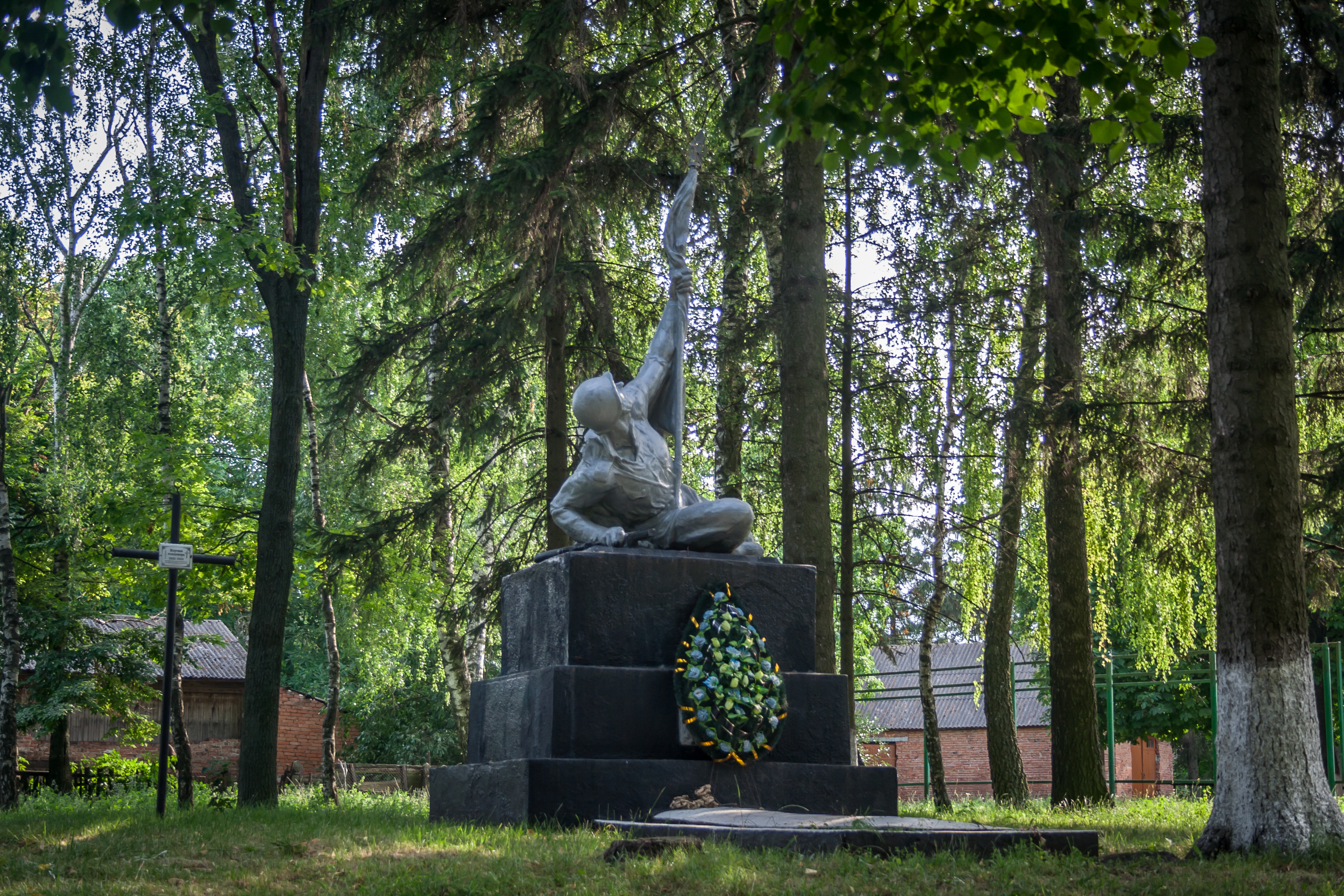
Пам’ятний знак на честь воїнів-односельців
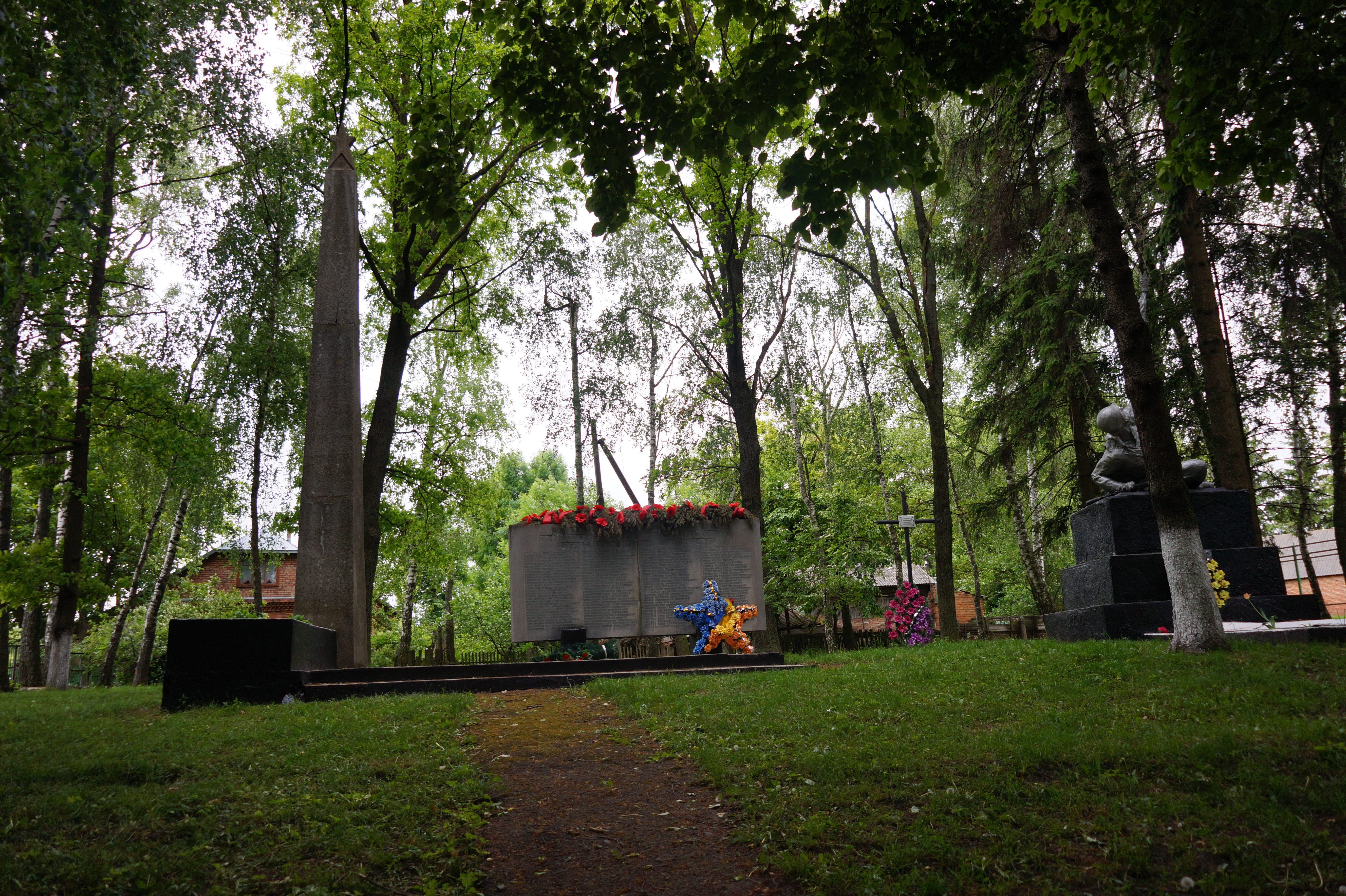
Братська могила радянських воїнів
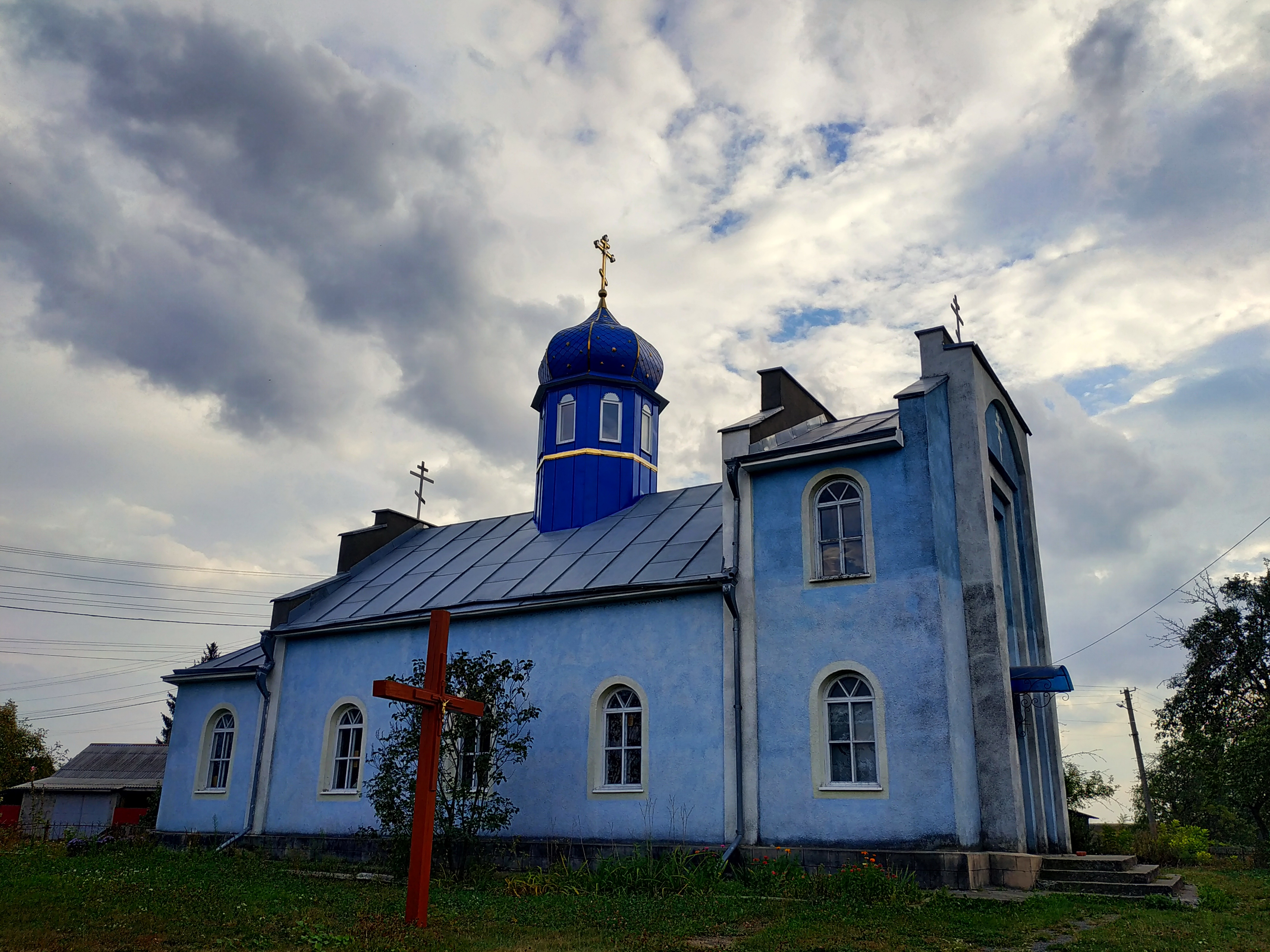
Сільська церква
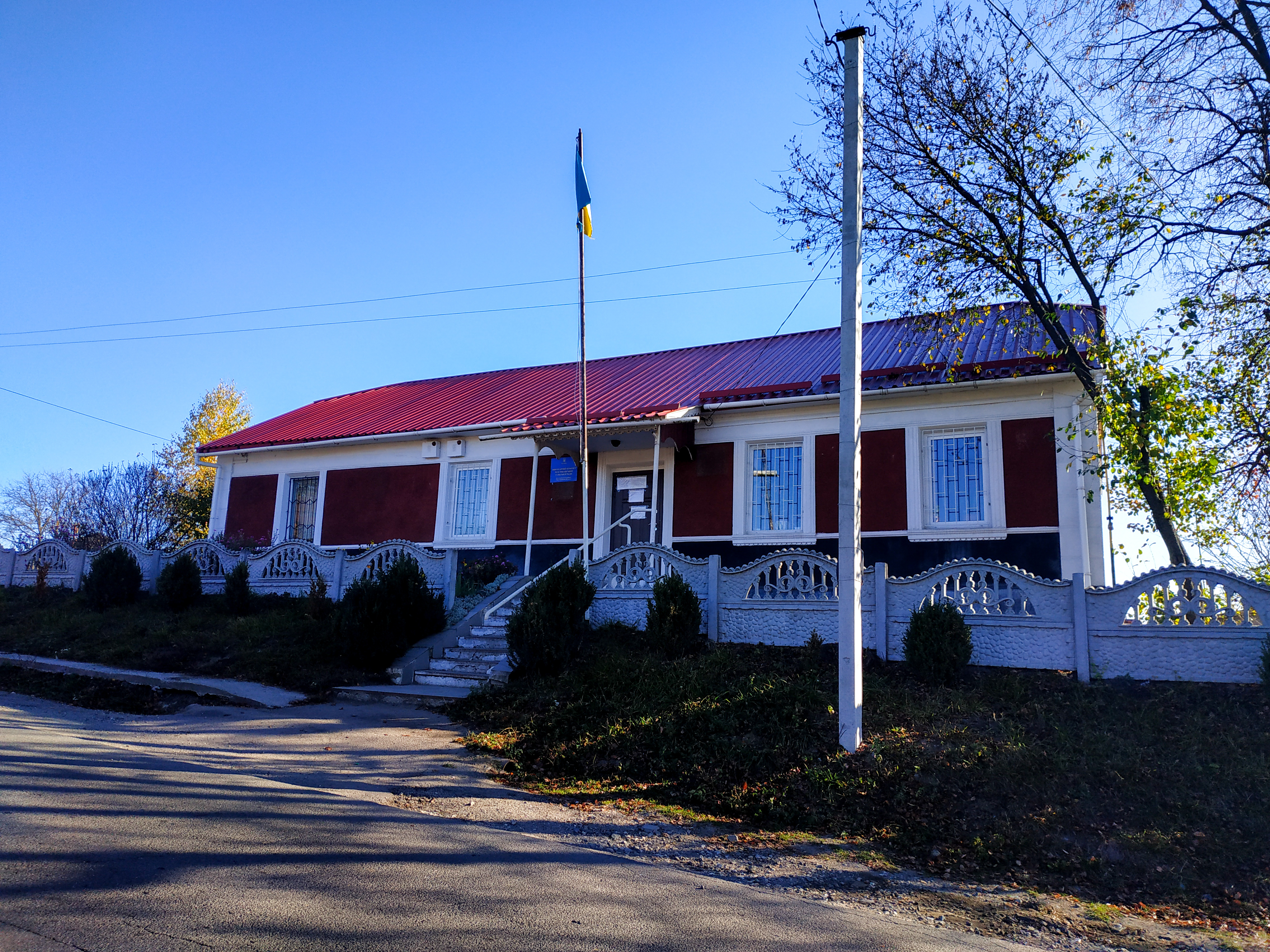
Приміщення сільради
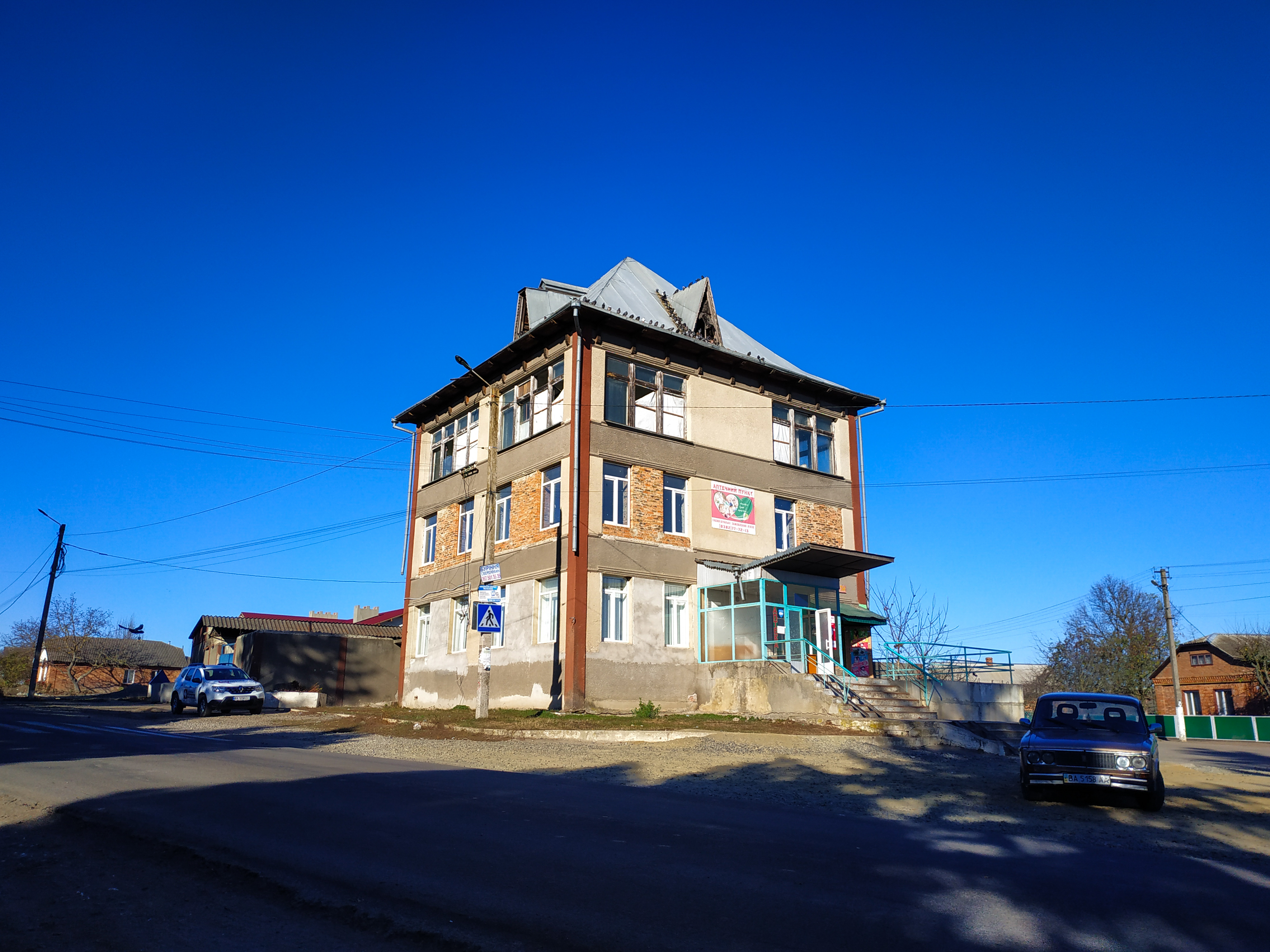
Аптека в центрі села
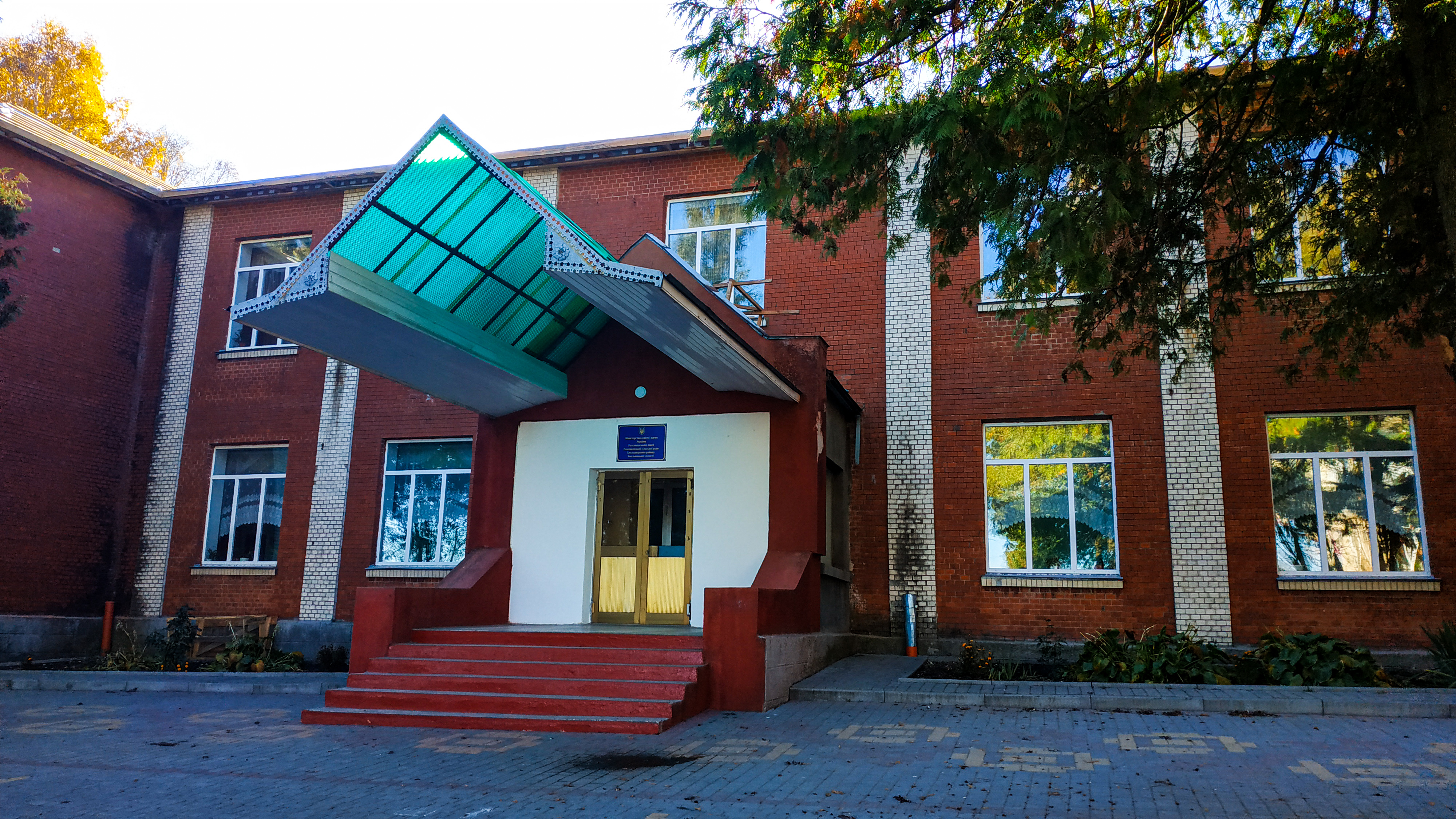
Розсошанський ліцей
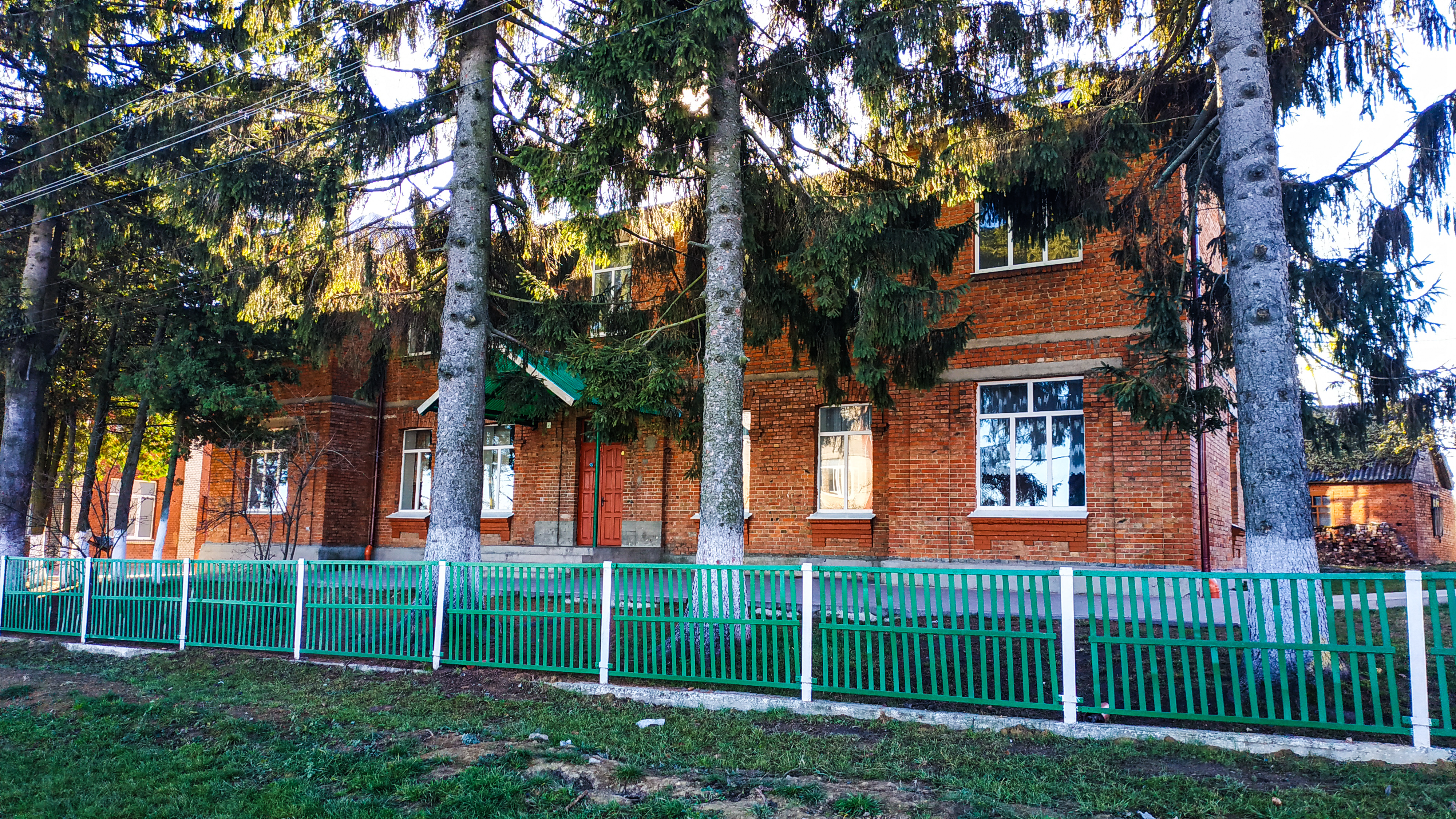
Розсошанський ліцей
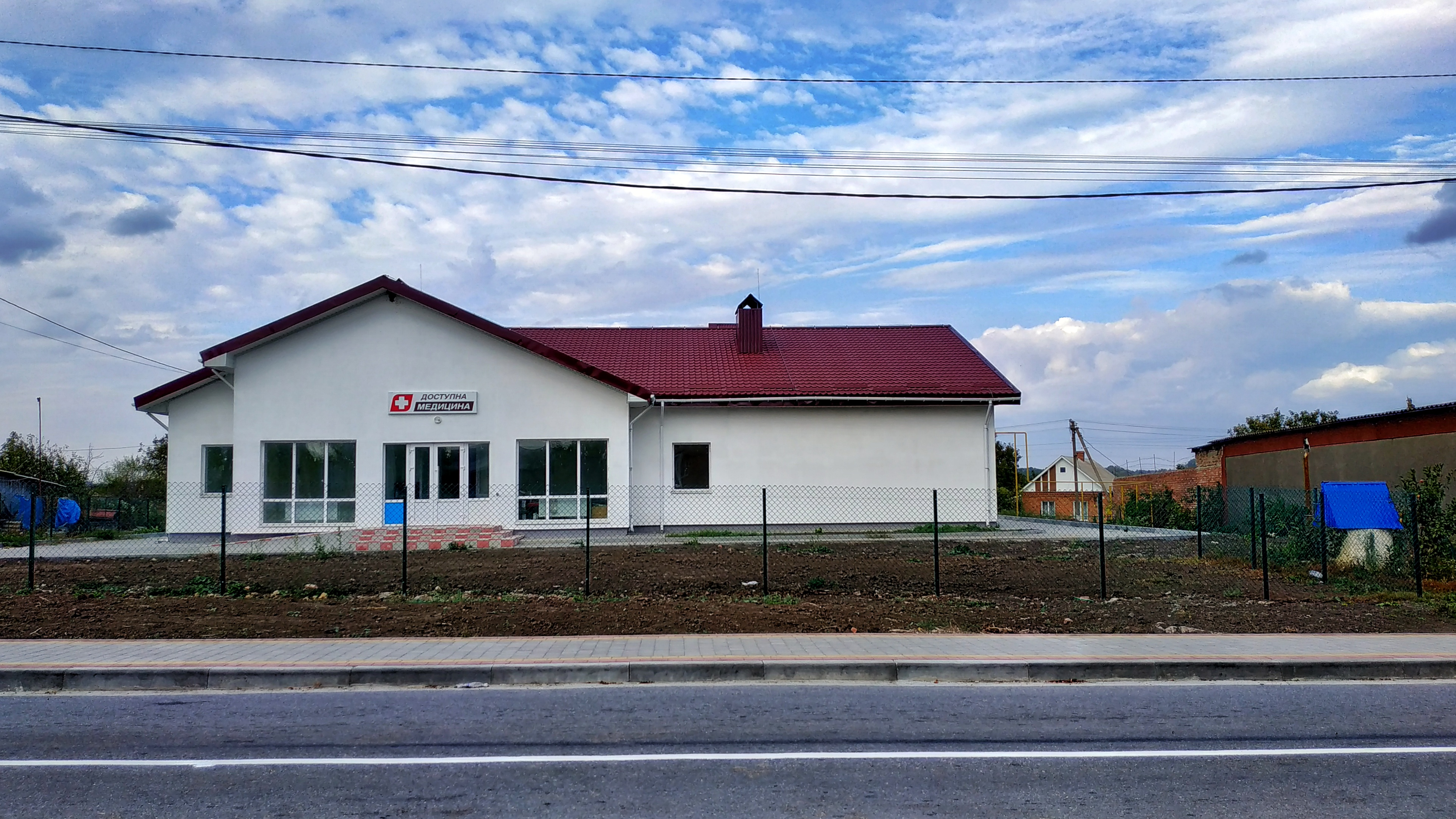
Сільська амбулаторія
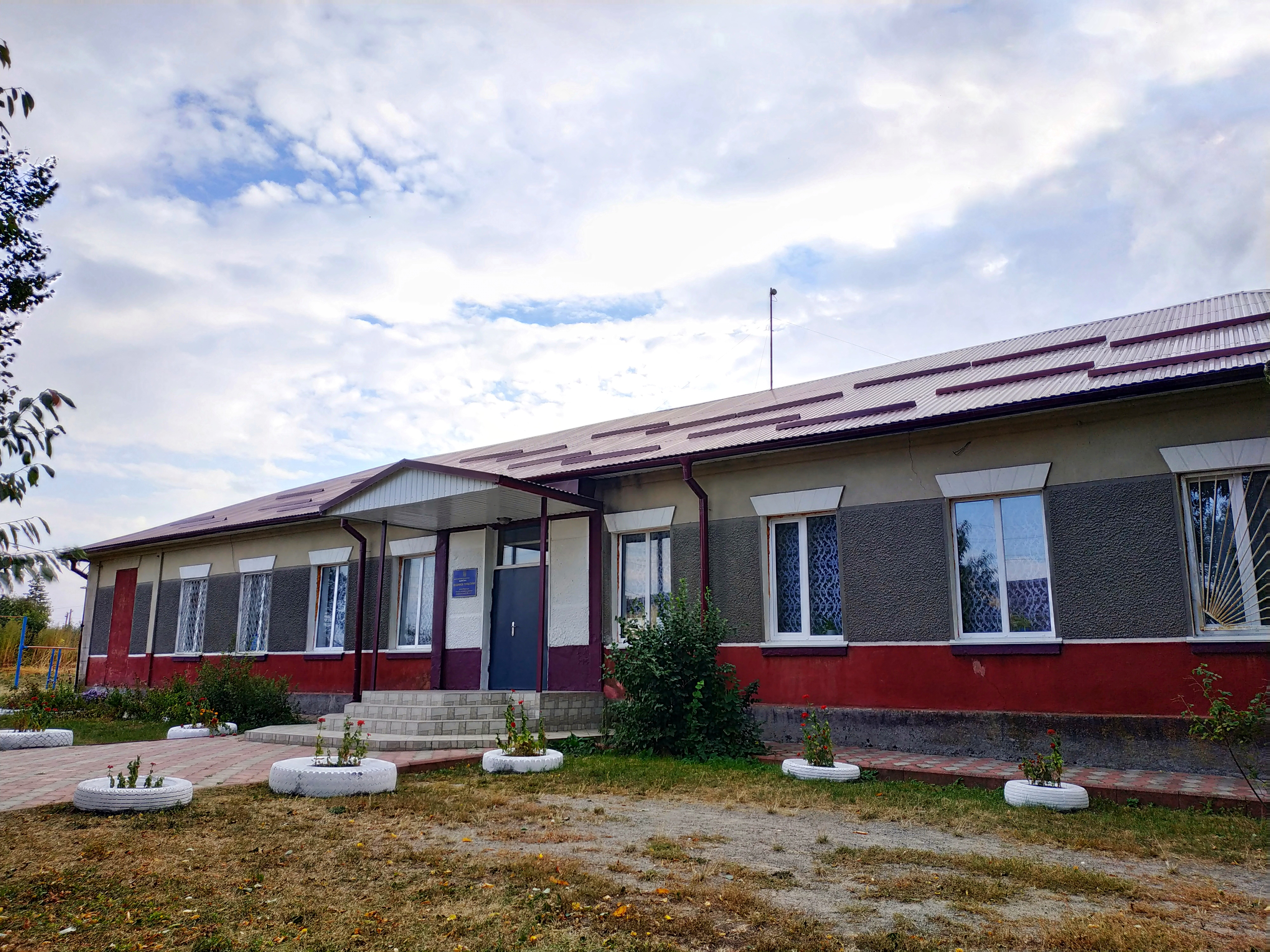
Будинок культури
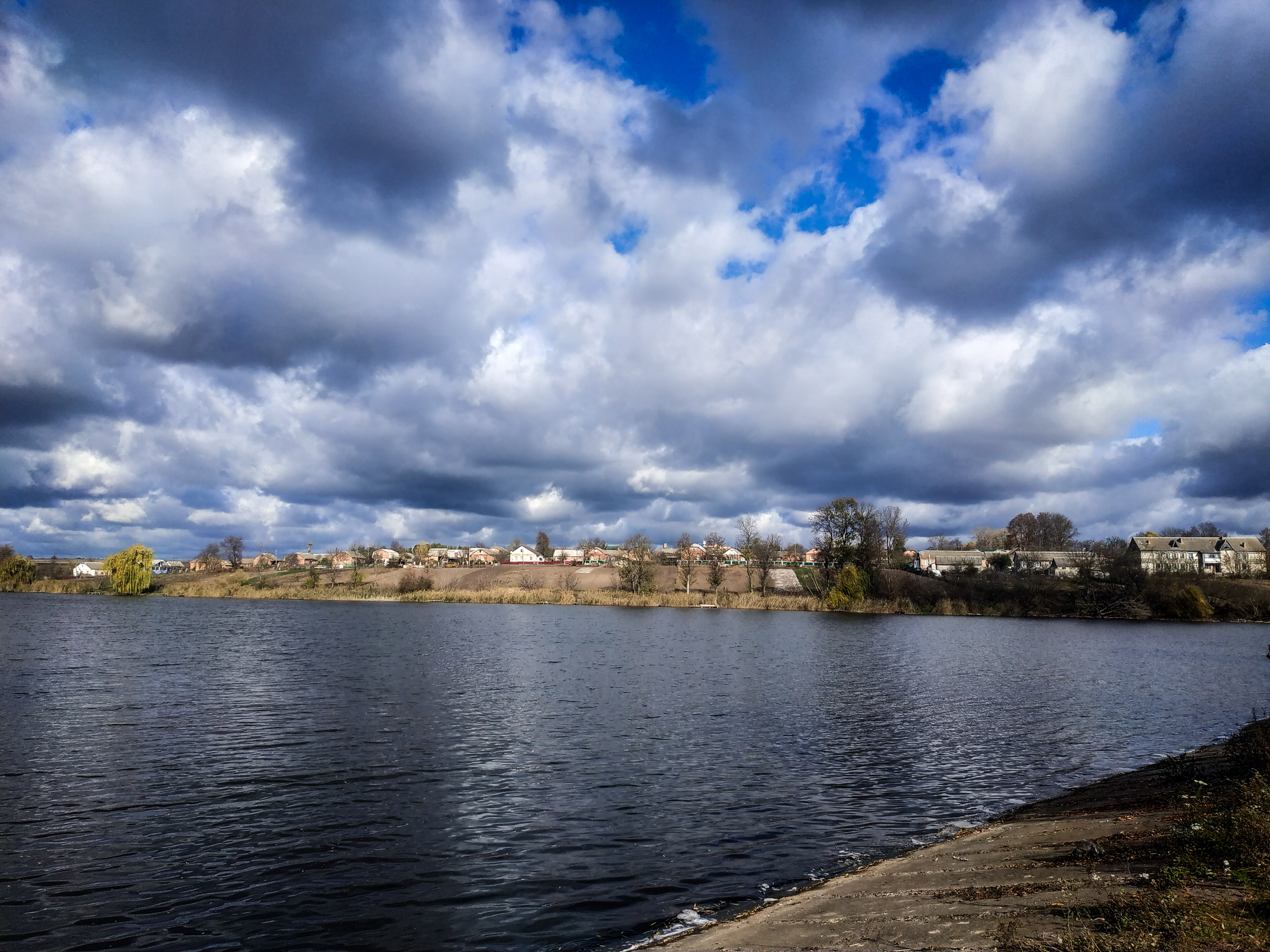
Зарічна частина Розсоші
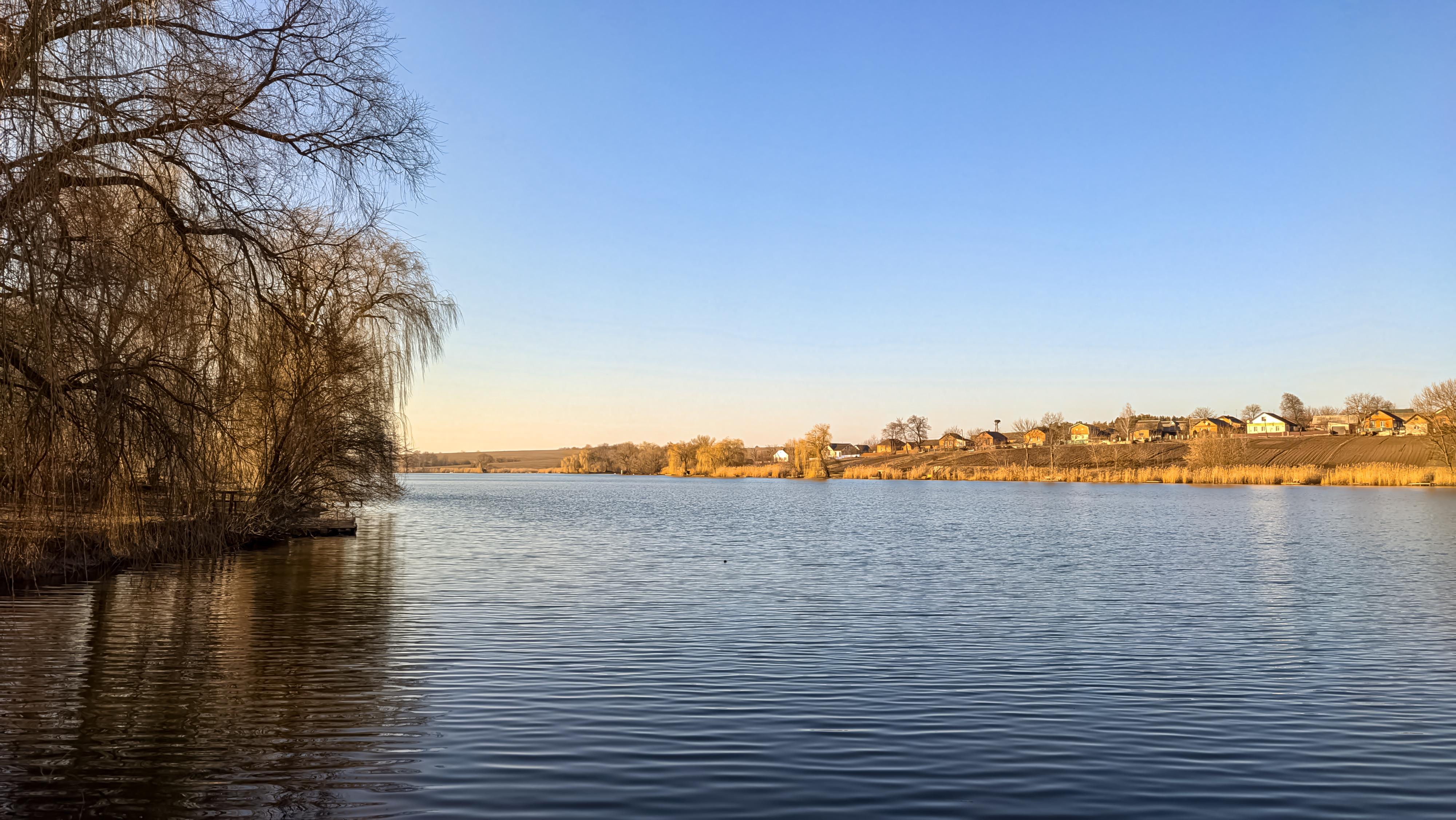
Озеро в Розсоші